# 楊梅粉蝨
楊梅粉蝨（学名：Parabemisia myricae）为粉蝨科類伯粉蝨屬下的一个种。